# Адріані Вастін
Адріані Вастін  (фр. Adriani Vastine, 2 липня 1984, Понт-Одеме, департамент Ер) — французький боксер, призер чемпіонату Європи серед аматорів.
Адріані — старший брат Алексіса Вастін, боксера, олімпійського медаліста.

## Спортивна кар'єра
Адріані Вастін був чемпіоном Франції в категорії до 64 кг протягом 2005—2008 років.
2005 року виграв золоту медаль на Середземноморських іграх.
На чемпіонаті світу 2005 програв в першому бою Емілю Магеррамову (Азербайджан).
На чемпіонаті Європи 2008 програв в першому бою Егідіюсу Каваляускасу (Литва).
2009 року Адріані Вастін став чемпіоном Франції в категорії до 69 кг.
На чемпіонаті Європи 2011 переміг Леона Чартой (Швеція), Балажа Бачкаї (Угорщина) та Абдулкадира Керогли (Туреччина), а в півфіналі програв Магомеду Нурудінову (Білорусь) і отримав бронзову медаль.